# 석총
석총(釋聰, 851 ~ 911)은 신라(新羅) 말 법상종(法相宗,法相宗)의 승려(新羅)이다.

## 생애
《삼국사기》 열전에 신라의 제52대 국왕 효공왕 때의 승려로 기록되어 있다. 911년 왕을 자처한 궁예가 자신을 미륵불이라 하며 자신의 불경(佛經)으로 강설(講說)하자 이를 사설괴담(邪說怪談)이라고 비난했다가 격노한 궁예에게 철퇴로 살해당했다고 한다.

## 대중 문화속에 나타나는 석총

### TV 드라마
- 《태조 왕건》(KBS, 2000년~2002년, 배우:신충식)

## 참고 문헌
- 삼국사기(三國史記)